# Districte de Nilgiris
El districte de Nilgiris (derivat de les muntanyes Nilgiri, tàmil நீலகிரி மாவட்டம்|நீலகிரி மாவட்டம்) és una divisió administrativa de Tamil Nadu. La capital és Udhagamandalam. Té una superfície de 2.452 km² i una població (cens del 2001) de 762.141 habitants.

## Administració
Està format per sis talukes o tahsils:
- Udhagamandalam
- Kundah
- Coonoor
- Kotagiri
- Gudalur
- Pandalur.

Les talukes estan dividides en quatre blocs (blocks) de desenvolupament (Udhagamandalam, Coonoor, Kotagiri i Gudalur) a més de dues municipalitats (Wellington Cantonment i Aruvankadu). Hi ha 56 poblacions fiscals i 15 firkes sota control de dos oficials de divisió fiscal (Coonoor i Gudalur). Hi ha 13 nagar panchayats i 35 gram panchayat.

## Galeria

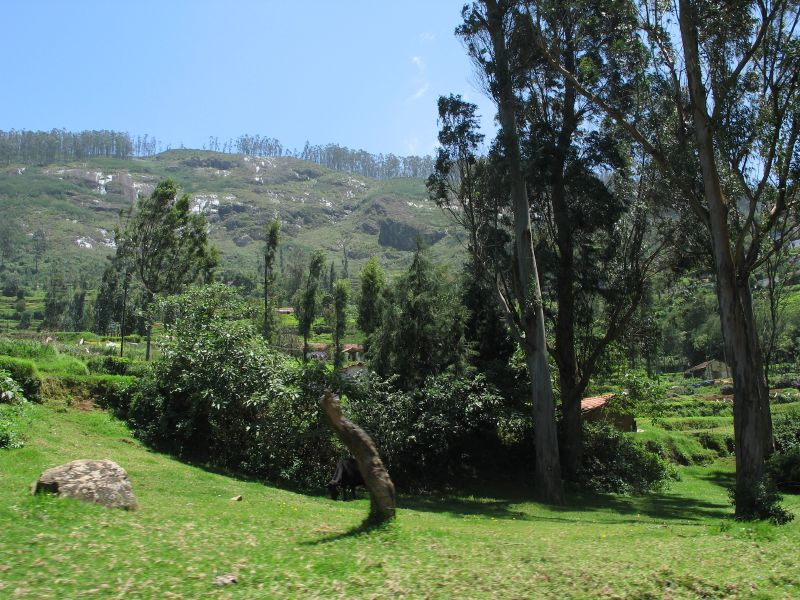
Prats a les muntanyes Nilgiri
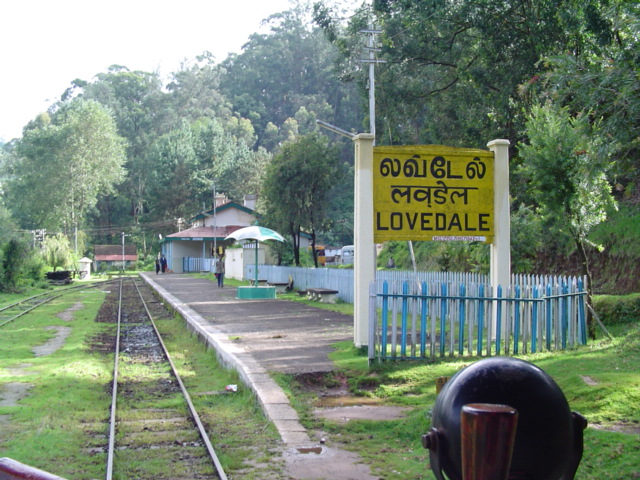
Estació de tren
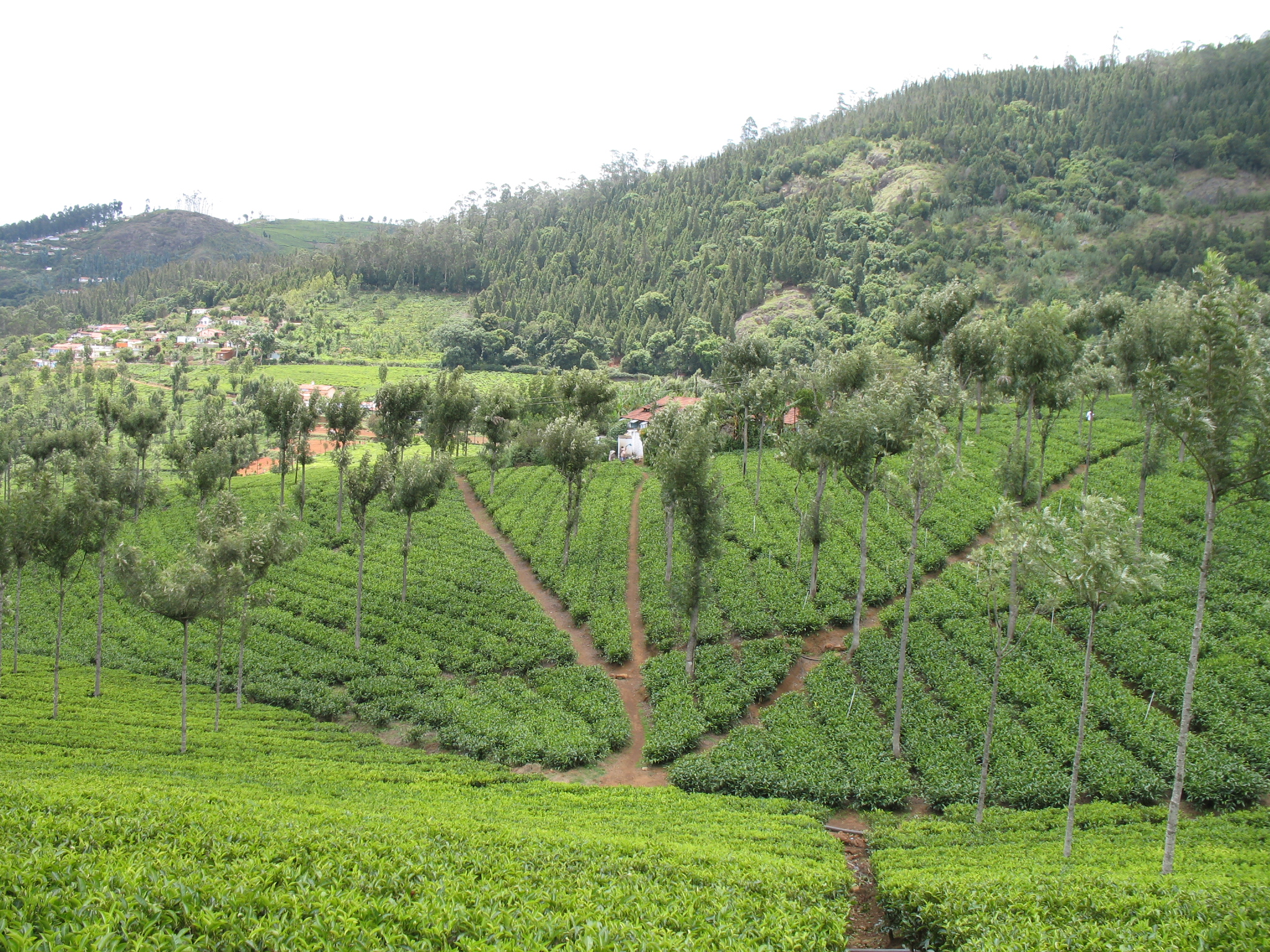
Pantació de te
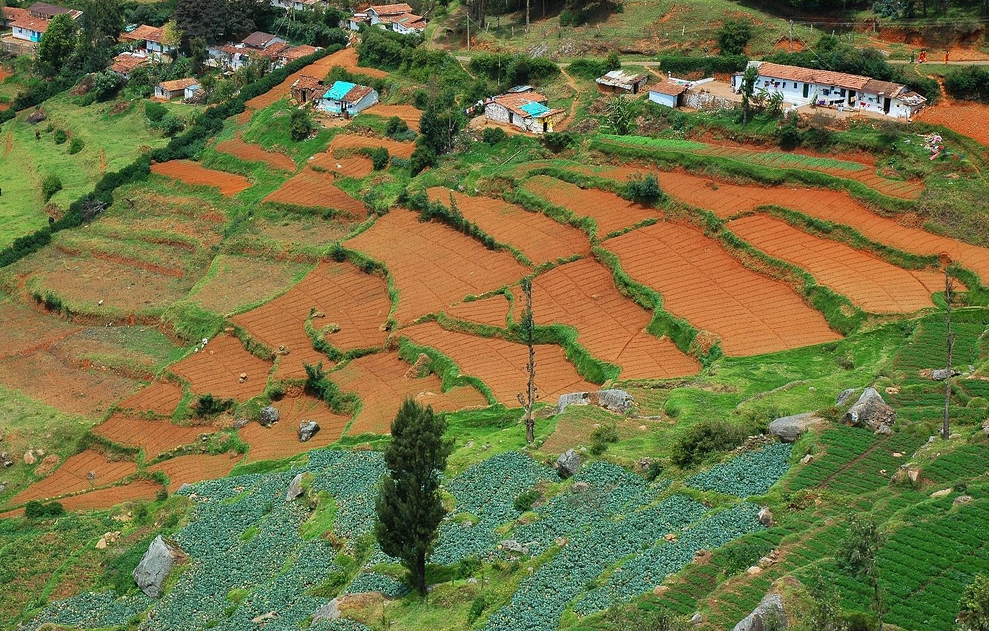
Plantació
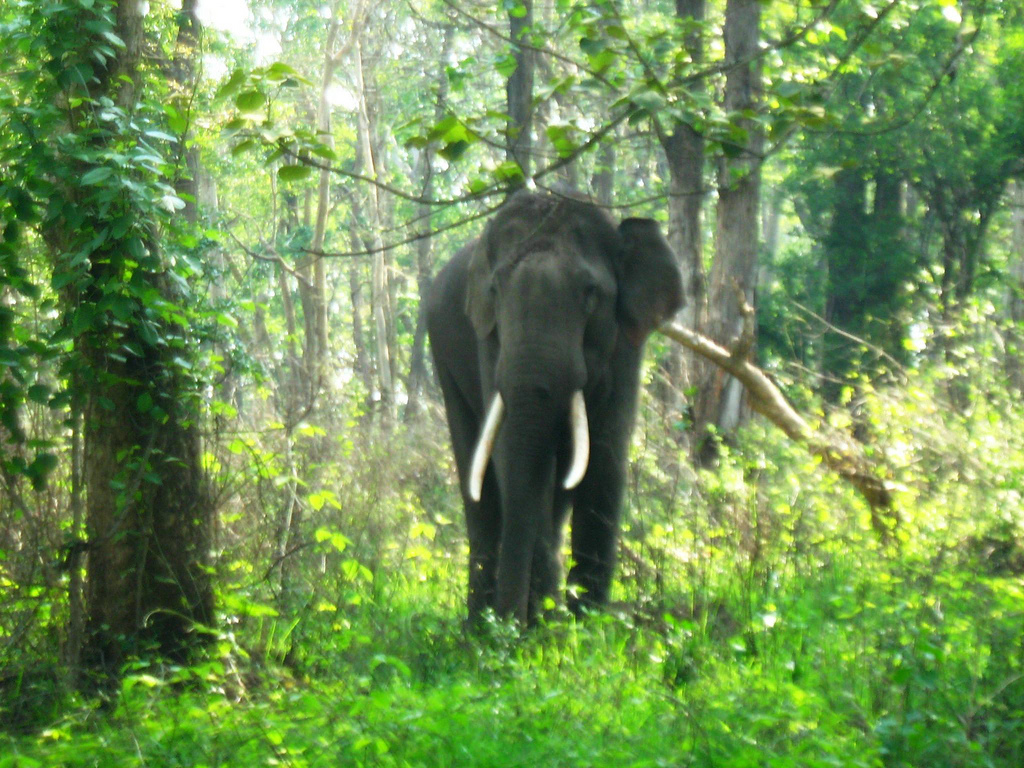
Elefant al Parc Nacional de Mudumalai
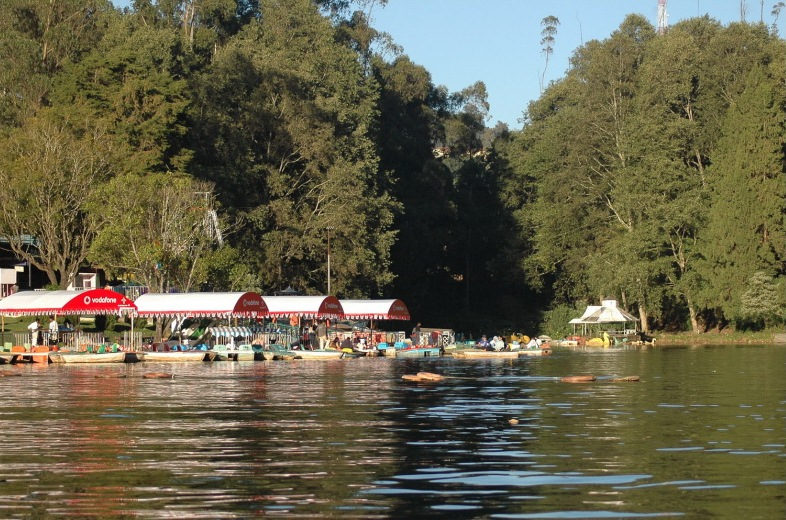
Llac Ooty
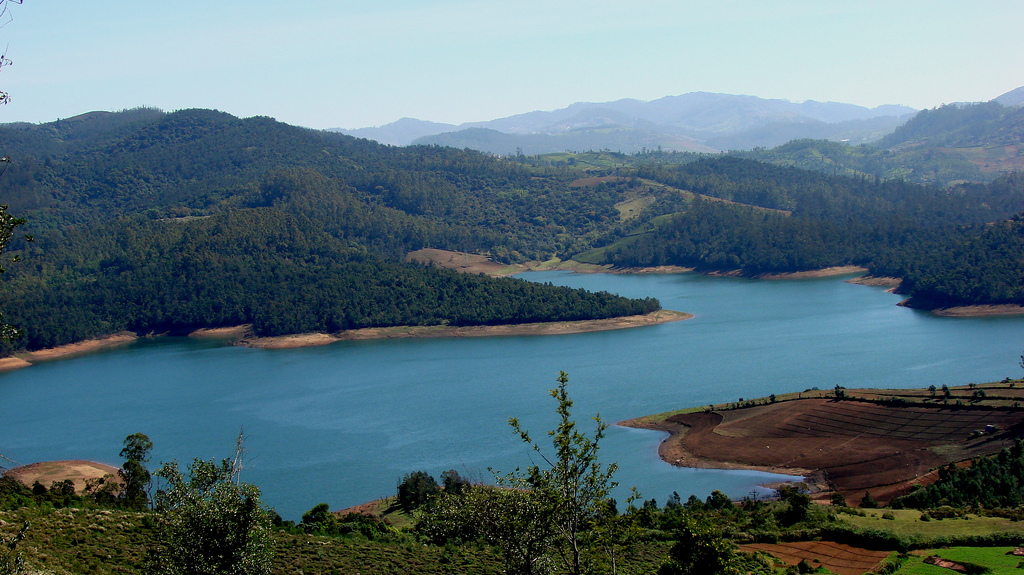
Llac Maragda
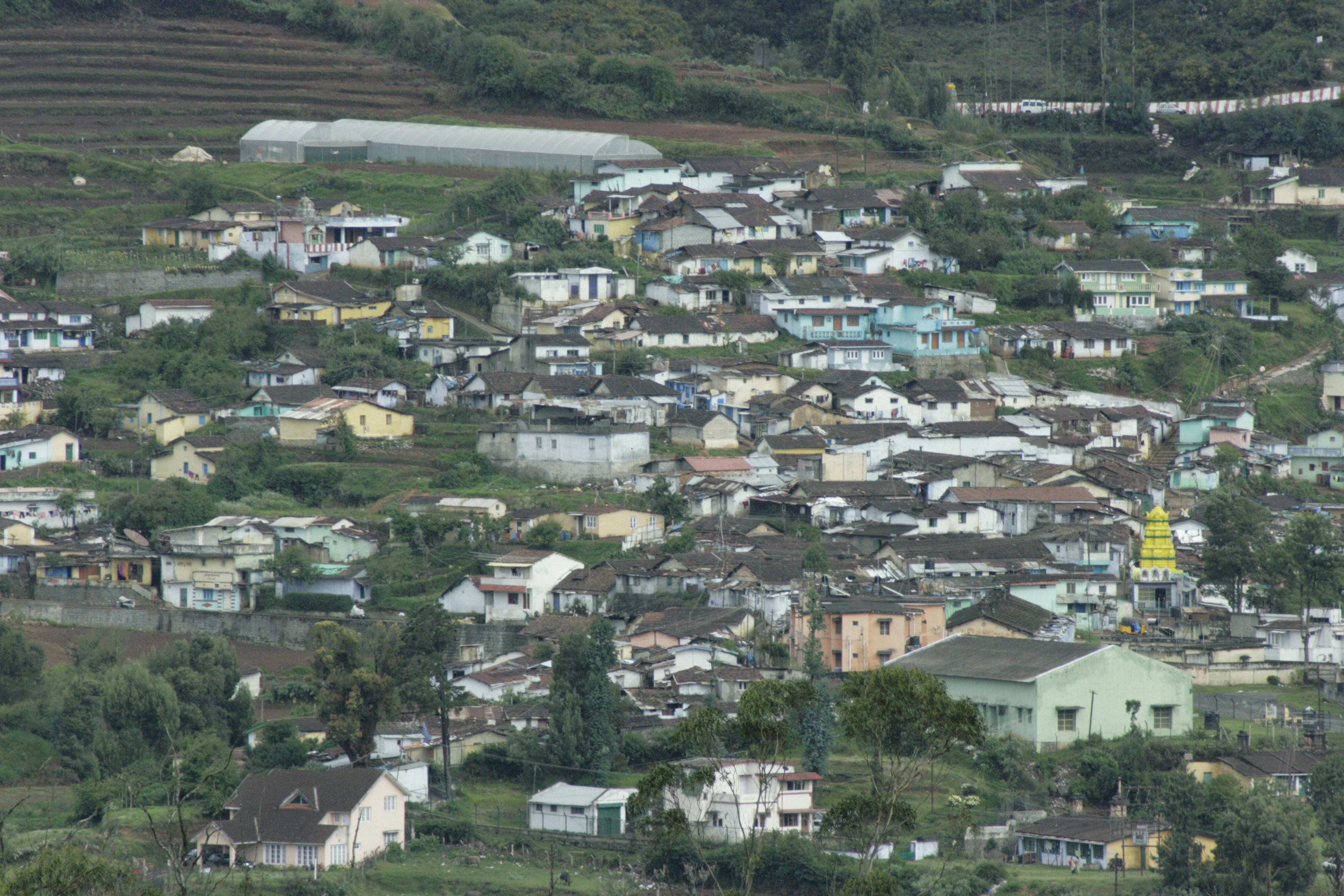
Cases a Ooty

## Història
El territori formava part del regne de Vijayanagar i després de la derrota d'aquest regne el 1565, el virrei o Nayak de Madura va romandre en poder del territori que va conservar quan va esdevenir independent al segle següent. El 1602 un bisbe dels siríacs cristians de Malabar va anar a evangelitzar la regió sense gaire èxit i després monjos portuguesos dirigits pel jesuïta Jaume Ferrieri, van estar a les muntanyes Nilgiris. Vers la meitat del segle xviii va passar a Mysore sota Haidar Ali. Tipu Sultan, el seu fill, va reforçar diversos forts a la zona per considerar la regió d'importància estratègica per impedir expedicions des de Wynaad cap a Mysore i Coimbatore.
A la mort de Tipu a Seringapatam el 1799, aquesta part del país va quedar en possessió de la Companyia Britànica de les Índies Orientals. El primer anglès que va estar al districte fou Buchanan (que va anar a la vall de Bhavani el 1800). El 1818 Kindersley i Whish van considerar la zona adient per establir un sanatori pel clima menys calorós, que substituiria als del Cap i Maurici a Àfrica. El 1819 John Sullivan, aleshores col·lector de Coimbatore, va visitar les muntanyes Nilgiris i el 1822 hi va construir una casa (Stonehouse).
El 1827 es va fundar el sanatori de Ootacamund, que fou l'oficial de la presidència, afavorit pel president governador de Madras Stephen Rumbold Lushington (1827-1832). El 1827 es va trobar a Ootacamund una moneda romana. Es van trobar també objectes primitius a les muntanyes, especialment per la cura de Breeks, primer comissionat dels Nilgiris (1868); el territori fou separat de Coimbatore el 1830 i agregat al districte de Malabar, però retornat a Coimbatore el 1843; va romandre com a taluka d'aquest districte fins al 1868 quan es va formar el districte separat. Antigues fortaleses destacades dins el districte eren Udaiyarkota, Hulikal Durgam i Malekota la darrera a uns 8 km al nord-oest d'Ootacamund, fundada o arranjada per Tipu Sultan que la va anomenar Husainabad. A Wynaaad hi havia elements prehistòrics prop de Devala. El 1873 es va afegir al districte la vall d'Ochterlony, i el 1877 s'hi va afegir el sud-est de Wynaad (des de Malabar) formant la taluka de Gudalur. El 1882 el comissionat fou substituït pel sistema habitual d'un col·lector. Les dues estacions de Ootacamund i Coonoor i el campament militar a Wellington van fer desenvolupar el districte que fou part de la presidència de Madras on era el més petit (exclòs el districte de Madras format per la ciutat) fins al 1906 quan es va formar el districte d'Anjengo (encara més petit) amb una superfície de 2.481 km². Els rius principals eren el Pandi (afluent del Beypore), el Bhavani i el Moyar.
La població era:
- 1871: 49.501
- 1881: 91.034
- 1891: 99.797
- 1901: 111.437

Les ciutats principals eren Ootacamund moderna Udhagamandalam (població 18.596 el 1901), que era la capital, i Coonoor (8.525), dues ciutats i municipalitats que a l'estiu augmentaven força la població sobre les xifres del cens. Administrativament estava dividit en tres talukes:
- Ootacamund
- Coonoor
- Gudalur

El 82% de la població era hinduista o animista, amb un 5% de musulmans io un 13% de cristians. Les castes principals eren els bramabs, badagues, paraiyans, vellales, kurumbes i chettis.